# Coppa San Paolo 2014 (pallavolo femminile)
La Coppa San Paolo 2014 si è svolta dall'1 al 26 agosto 2014: al torneo hanno preso parte sei squadre di club brasiliane provenienti dallo Stato di San Paolo e la vittoria finale è andata per la prima volta all'Esporte Clube Pinheiros.

## Regolamento
La competizione vede le 6 squadre provenienti dallo Stato di San Paolo divise in due gironi da 3 squadre ciascuno, al termine dei quali le prime classificate dei due gironi si affrontano nella finale in gara unica.

## Squadre partecipanti
- Araraquarense
- Bauru
- Pinheiros
- São Bernardo
- São Caetano
- Sesi

## Torneo

### Fase a gironi

#### Gruppo A

##### Risultati
| 1º agosto 2014 Ginásio Gigantão, Araraquara Durata: ? - Spettatori: ? | Araraquarense | 2 - 3 | São Bernardo  | 22-25, 22-25, 25-19, 25-17, 8-15 |
| 2 agosto 2014 Ginásio Gigantão, Araraquara Durata: ? - Spettatori: ?  | São Bernardo  | 1 - 3 | Sesi          | 20-25, 27-25, 17-25, 21-25       |
| 3 agosto 2014 Ginásio Gigantão, Araraquara Durata: ? - Spettatori: ?  | Sesi          | 3 - 0 | Araraquarense | 25-22, 25-14, 25-18              |

##### Classifica
| Pos | Squadra       | Pt | G | V | P | SV | SP | Ratio | PF  | PS  | Ratio |
| --- | ------------- | -- | - | - | - | -- | -- | ----- | --- | --- | ----- |
| 1   | Sesi          | 6  | 2 | 2 | 0 | 6  | 1  | 6,000 | 175 | 139 | 1,260 |
| 2   | São Bernardo  | 2  | 2 | 1 | 1 | 4  | 5  | 0,800 | 186 | 202 | 0,920 |
| 3   | Araraquarense | 1  | 2 | 0 | 2 | 2  | 6  | 0,330 | 156 | 176 | 0,890 |

#### Gruppo B

##### Risultati
| 1º agosto 2014 Ginásio Panela de Pressão, Bauru Durata: ? - Spettatori: ? | Pinheiros   | 3 - 1 | Bauru       | 25-22, 20-25, 25-21, 25-18 |
| 2 agosto 2014 Ginásio Panela de Pressão, Bauru Durata: ? - Spettatori: ?  | São Caetano | 1 - 3 | Pinheiros   | 18-25, 25-13, 18-25, 23-25 |
| 3 agosto 2014 Ginásio Panela de Pressão, Bauru Durata: ? - Spettatori: ?  | Bauru       | 0 - 3 | São Caetano | 23-25, 16-25, 15-25        |

##### Classifica
| Pos | Squadra     | Pt | G | V | P | SV | SP | Ratio | PF  | PS  | Ratio |
| --- | ----------- | -- | - | - | - | -- | -- | ----- | --- | --- | ----- |
| 1   | Pinheiros   | 6  | 2 | 2 | 0 | 6  | 2  | 3,000 | 183 | 170 | 1,080 |
| 2   | São Caetano | 3  | 2 | 1 | 1 | 4  | 3  | 1,330 | 159 | 142 | 1,120 |
| 3   | Bauru       | 0  | 2 | 0 | 2 | 1  | 6  | 0,170 | 140 | 170 | 0,820 |

### Fase finale
|  | Finale    |           |   |  |
|  |           |           |   |  |
|  | Sesi      | Sesi      | 1 |  |
|  | Pinheiros | Pinheiros | 3 |  |

#### Finale
| 26 agosto 2014 Ginásio Municipal Gualberto Moreira, Sorocaba Durata: ? - Spettatori: ? | Sesi | 1 - 3 | Pinheiros | 20-25, 19-25, 25-18, 16-25 |